# Gunnarstorp
Gunnarstorp (på dansk: Gundestrup) er en mineby i Skåne, bl.a. kendt for fodboldholdet GIF, og som i dag er vokset sammen med Bjuv og Billesholm.
I Gundestrup er der fundet aftryk og rester af Scanisaurus ("Skåne-øgle), en dinosaur fra Kridttiden. 
Gunnarstorp ligger øst for Helsingborg i Bjuvs kommune i det nordvestlige Skåne. Den har et befolkningstal på 386 (2023) indbyggere. Nær Gunnarstorp ligger Vrams Gunnarstorp (på dansk Vramsgaard eller Vrams Gunderstup 
) slot.